# Carl Wargh
Carl Viking Wargh, född 15 maj 1938 i Vasa, död 27 maj 2018 i Korsholm, var en finländsk målare och en av landets främsta akvarellister. Hans motiv var ofta landskap och gammal bebyggelse.
Carl Wargh bodde en tid som krigsbarn i Skåne.
Han utexaminerades 1960 från Finlands konstakademis skola och 1965 från Konstindustriella högskolan. Han studerade utomlands bland annat vid Repininstitutet i Leningrad 1971. Han var 1966–1980 teckningslärare vid olika skolor och konstkritiker bland annat i Hufvudstadsbladet. Han är mest känd som målare av akvareller, ofta med motiv från österbottniska bymiljöer. Han är representerad vid bland annat Nordiska Akvarellmuseet.